# ワールドビクトリーロード
ワールドビクトリーロード（World Victory Road）は、ドン・キホーテの子会社。略称はWVR。任意団体「日本総合格闘技協会」の興行部門として日本の総合格闘技大会「SRC」を運営していた。

## 歴史
2007年、日本の総合格闘技イベントPRIDEが消滅。関係者はPRIDEの選手やスタッフの受け皿となる新団体を設立するなどし、格闘技を継続させようと試みた。そのうち、PRIDEのスポンサーを務めていたドン・キホーテ代表取締役会長兼最高運営責任者の安田隆夫、PRIDEに協力していた日本レスリング協会会長の福田富昭、吉田秀彦を擁する吉田道場を運営するJ-ROCKらが中心となって設立された。
2007年10月15日、設立発表記者会見を行なう。ワールドビクトリーロードは当初よりドン・キホーテの関連会社であり、2009年6月期より子会社とした。また、安田隆夫が所有するもう一つの会社であるコモンウェルス・エンターテインメントの関連会社（2009年9月に買い増しし、30%の株主）でもある。取締役には安田隆夫が就任。初代代表取締役社長には、木下工務店代表取締役社長木下直哉が就任。取締役と広報担当にJ-ROCKの社長である國保尊弘が就任。
2008年3月5日、旗揚げ戦「戦極 〜第一陣〜」を開催。
2009年、西新宿にあった本社がドン・キホーテ中目黒本店内に移転した。社長も交替しドン・キホーテにより経営されることになった。
経営をめぐる内部対立により、國保尊弘を2009年11月25日付けで解任した。以降、國保や吉田道場と完全に関係を切った。
2011年2月にドン・キホーテがWVRの経営からの撤退を検討していることが明らかになり、同年3月11日付で正式にドン・キホーテの撤退が決定。WVRでは「代わりのスポンサーが見つからなければ解散」として経営が危機的状況にあることを明らかにしたが、その後「戦極」公式サイトが2011年4月4日を最後に更新を停止。
2012年3月現在は本部道場（ドン・キホーテ北池袋店内）が活動を継続している以外は主だった動きがなく、その本部道場も名称変更を経て2013年10月末に閉鎖された。2017年現在は事実上休眠会社状態となっている。
一方、戦極の権利については、SRCエンタテインメントに移譲されている

## 道場
- 2010年7月25日、本部道場を開設する。ドンキホーテ・パウきたいけぶくろ店2階内。